# Sarah Noutcha
Sarah Noutcha (ur. 16 grudnia 1999) – francuska szablistka, srebrna medalistka mistrzostw świata.
W 2016 roku zdobyła brązowy medal w indywidualnej rywalizacji kadetek na mistrzostwach świata juniorów w Bourges.
Podczas mistrzostw świata w Kairze w 2022 roku wspólnie z Sarą Balzer, Anne Poupinet i Caroline Queroli zdobyła srebrny medal w zawodach drużynowych. Na tej samej imprezie była siódma indywidualnie.
Na mistrzostwach Europy w Antalyi (2022) zdobyła złoto drużynowo.